# Slambert
|  | Denne artikel er oprettet af botten PalnaBot ud fra en ekstern database. Den kan derfor have sproglige fejl eller mangler. Denne skabelon kan fjernes efter kontrol af indholdet. |

Slambert er en animationsfilm fra 1966 instrueret af Flemming Quist Møller, Jannik Hastrup efter manuskript af Flemming Quist Møller.

## Handling
Den ravage, der opstår blandt godtfolk, når en lille "slamberts" inderste, hemmelige og ikke særligt artige tanker får lov til at udfolde sig i virkeligheden.